# Испанский тритон
Испанский тритон, или тритон Боска (лат. Lissotriton boscai) — вид тритонов из рода малых тритонов (Lissotriton) отряда хвостатых земноводных. Испанский тритон — эндемик Пиренейского полуострова, встречается исключительно на территории Испании и Португалии.

## Название
Видовое латинское название дано в честь испанского зоолога Эдуардо Боска (1843—1924).
В России «испанским тритоном» также часто называют ребристого тритона, Pleurodeles waltl, что иногда приводит к путанице. Тритоны, продающиеся под названием испанских в России, являются именно ребристыми, так как тритоны Боска почти отсутствуют в отечественной зоокультуре.

## Описание
По внешнему виду схож с обыкновенным и нитеносным тритоном.
В среднем длина тела испанского тритона достигает 10 см. Самцы вырастают до 7,5 см, самки обычно длиннее — до 9,5 см. Северные популяции тритонов имеют в среднем бо́льшую длину тела по сравнению с южными.
Характерной особенностью взрослых испанских тритонов является квадратная форма в поперечном сечении, которую ему придают железистые выступы в районе спины.
Хвост имеет сдавленную по бокам форму, длина хвоста равна или больше длины тела без хвоста. По отношению к величине тела у самцов конечности длиннее чем у самок. В брачный период у самцов вдоль хвоста образуется невысокий гребень. В остальное время у испанского тритона гребень отсутствует. В период размножения также меняет свою форму клоака, у самцов она увеличивается и принимает шарообразную форму, у самок — коническую.

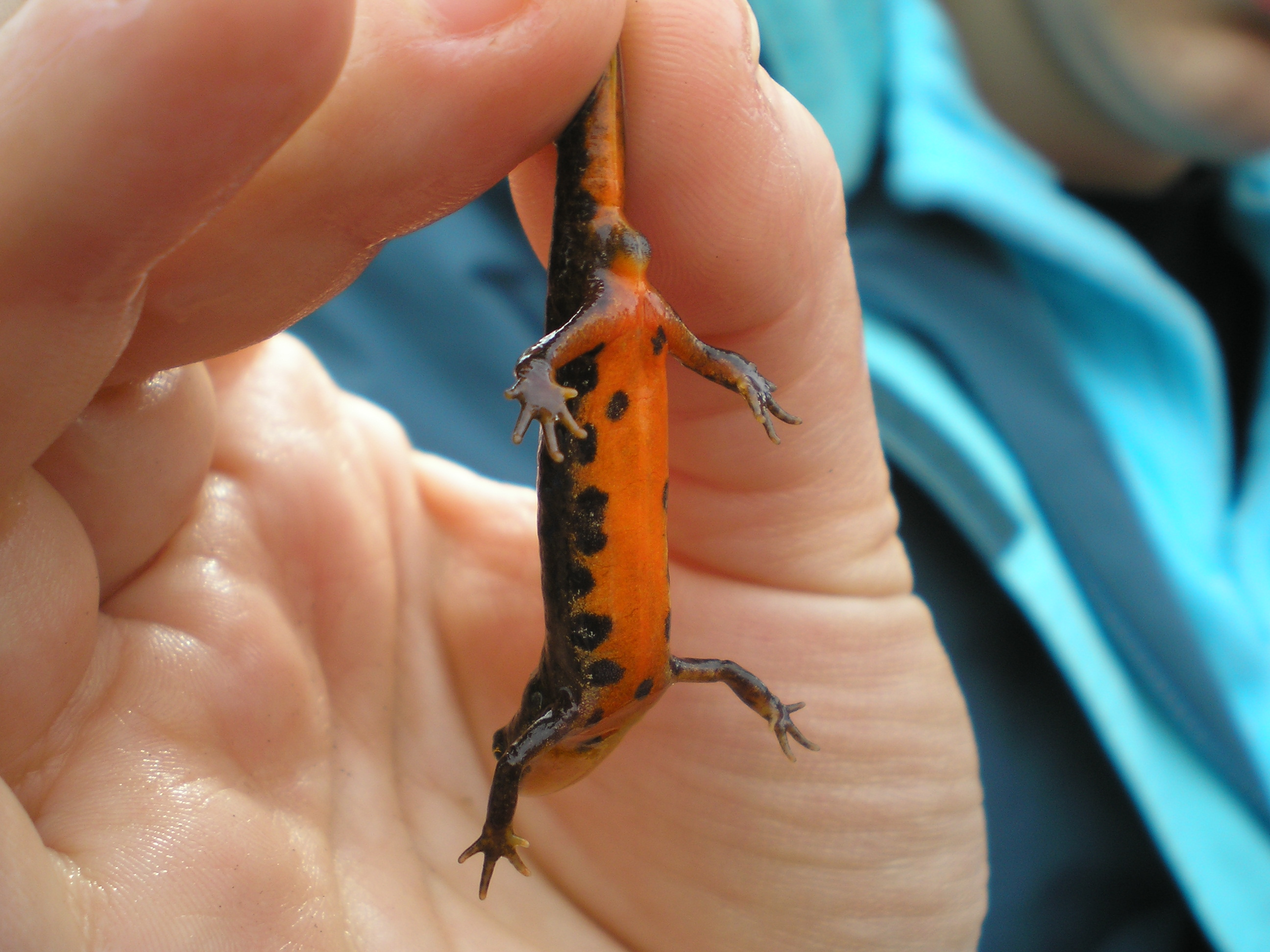
Брюшная сторона испанского тритона

Кожа испанского тритона гладкая и блестящая в течение всей водной фазы жизни, в период обитания на суше кожа грубая и шершавая. Окраска тритона варьирует от оливковой или коричневой до грязно-жёлтой, в период обитания на суше становится почти чёрной. Самки обычно окрашены темнее самцов. По всему телу тритона могут быть разбросаны чёрные пятнышки. В период размножения у самцов по бокам вдоль тела включая хвост проходит серебристая полоска. Брюшко имеет более светлую окраску, обычно жёлтое, оранжевое или розоватое. С возрастом окраска тритонов становится более светлой.Глаза небольшие и выпуклые, радужка золотистого цвета или с медным отливом, посередине глаза проходит тёмная горизонтальная полоска.
Продолжительность жизни испанского тритона в условиях дикой природы составляет 8 лет.

## Распространение
Ареал испанского тритона ограничен западной частью Пиренейского полуострова.
Вид встречается на всей территории Португалии и западной части Испании. В Испании этот вид встречается в следующих регионах: Галисия, Астурия, Саламанка, Толедо, Андалусия. Восточная граница ареала проходит по уровню провинции Кордова в Андалусии. На территории Португалии ареал испанского тритона практически совпадает с ареалом обыкновенной или огненной саламандры, причём в местах, где обыкновенная саламандра не встречается, отсутствуют также и популяции испанского тритона. Испанский тритон водится на высоте от 100 до 800 метров над уровнем моря, на высоте от 1200 метров встречается крайне редко.

## Среда обитания
Места обитания испанских тритонов могут быть самыми разнообразными, они могут жить на сухих, гористых или песчаных почвах (эвкалиптовые, сосновые или дубовые леса), а также на влажных (болота, канавы, пруды, озёра, ручьи и реки). На испанского тритона мало влияет кислотность воды, представителей это вида можно встретить в водоёмах с кислотностью от pH 4 до pH 9.

## Размножение
Период размножения у испанского тритона начинается в конце ноября и длится до июля следующего года. Брачные игры тритонов происходят в воде. Самец, находясь напротив самки, начинает волнообразными движениями хвоста направлять воду в её сторону. Часто самец прерывает этот процесс, чтобы продемонстрировать самке клоаку. Постепенно движения самца убыстряются, его хвост начинает легко касаться головы самки. Следующий этап игр состоит в том, что самец начинает медленно отплывать от самки, продолжая при этом волнообразные движения хвостом. Самка следует за ним и самец выбрасывает в воду сперматофор.
Затем самец движениями хвоста направляет самку к сперматофору и помогает ей захватывать сперматофор своей клоакой.
В течение брачного сезона самки испанского тритона могут несколько раз спариваться с различными самцами за один день. Когда температура воды прогреется до 11 °C самка начинает откладывать икру.
Этот процесс длится от 50 до 100 дней. В сезон самка испанского тритона может произвести на свет от 100 до 250 икринок. Количество отложенной за день икры зависит от температуры воды в водоёме.
Самка прикрепляет икринки по одной между листьями подводных растений, зарывает их в мох, прячет в выбоинах и пустотах в погруженных в воду частей деревьев. Икринки имеют овальную форму, их размеры составляют около 2 мм.
Начиная с конца марта до июня из икринок появляются личинки. Сразу после вылупления из икринки длина личинки составляет 0,8 см. До метаморфоза их длина составляет около 4,5 см, после прохождения метаморфоза длина личинки 3,0—3,5 см. Питаются личинки тритонов дафниями и личинками мух. В основном молодые особи покидают водоёмы в конце мая, хотя могут оставаться в воде в течение года.

## Охранный статус
Вид относится к категории Least Concern (вызывающие наименьшее опасение) по классификации Комиссии по выживанию видов МСОП.
Испанский тритон внесён в Приложение III Бернской конвенции и защищён национальным законодательством Испании.
Причинами уменьшения численности тритонов является сокращение территорий, пригодных для их размножения (осушение водоёмов в сельскохозяйственных целях и урбанизация).

### Видео нереста
Испанский Тритон Нерест Часть 1
 Испанский Тритон Нерест Часть 2
 Испанский Тритон Нерест Часть 3
 Испанский Тритон Нерест Часть 4